# Bloomville (Nowy Jork)
Bloomville – jednostka osadnicza w Stanach Zjednoczonych, w stanie Nowy Jork, w hrabstwie Delaware.